# ドワイト・ストーンズ
ドワイト・ストーンズ （Dwight Edwin Stones、1953年12月6日 - ）は、アメリカ合衆国ロサンゼルス出身の陸上競技選手。男子走高跳の元世界記録保持者で、1972年ミュンヘンオリンピック、1976年モントリオールオリンピックの銅メダリストである。

## 経歴
ストーンズは1973年に2m30の世界新記録を樹立。この世界記録は、1968年メキシコシティーオリンピックで、ディック・フォスベリーが背面跳びで金メダルを獲得してから5年、初めての背面跳びでの世界記録であった。ストーンズは1976年に世界記録を2m31に更新。その2ヵ月後には2m32と立て続けに世界新記録を更新した。
18歳でミュンヘンオリンピック代表に選ばれ、銅メダルを獲得、4年後のモントリオール大会でも銅メダルを獲得したストーンズは、1984年には3度目のオリンピックとなる、ロサンゼルスオリンピックに出場。2m31で惜しくも4位となりメダル獲得はならなかった。
大胆な発言でしばしば物議を醸してきたストーンズだが、金メダルが有力とみられていたモントリオール五輪直前にも『フレンチカナディアンは大嫌い。』と放言、大会関係者から命の保証はできないから屋外での練習は自粛するように勧告されると一転『I love French Canadian』とプリントしたTシャツで記者会見して釈明するなど騒動を巻き起こした。

## 自己ベスト
- 走高跳 - 2.34 m (1984年)

## 主な実績
| 年   | 大会                   | 場所                           | 種目   | 結果 | 記録 |
| ---- | ---------------------- | ------------------------------ | ------ | ---- | ---- |
| 1972 | オリンピック           | ミュンヘン（西ドイツ）         | 走高跳 | 3位  | 2m21 |
| 1976 | オリンピック           | モントリオール（カナダ）       | 走高跳 | 3位  | 2m21 |
| 1977 | IAAF陸上ワールドカップ | デュッセルドルフ（西ドイツ）   | 走高跳 | 2位  | 2m27 |
| 1983 | 世界陸上競技選手権大会 | ヘルシンキ（フィンランド）     | 走高跳 | 6位  | 2m29 |
| 1984 | オリンピック           | ロサンゼルス（アメリカ合衆国） | 走高跳 | 4位  | 2m31 |